# Callionymus sereti
Callionymus sereti es una especie de peces de la familia Callionymidae en el orden de los Perciformes.

## Distribución geográfica
Se encuentra en la isla de Futuna.